# K-407 Nowomoskowsk
K-407 Nowomoskowsk – okręt podwodny projektu 667BDRM (NATO: Delta IV) o napędzie atomowym, przenoszący szesnaście pocisków balistycznych R-29RM (NATO: SS-N-23) klasy SLBM.

## Historia
Budowę atomowego okrętu podwodnego K-407 Nowomoskowsk rozpoczęto w stoczni Siewiernoje Maszynostroitielnoje Priedprijatije (Siewmasz) w Siewierodwińsku koło Archangielska w 1988 roku i ukończono w 1990 roku. Przydzielony został do Floty Północnej. Jest ostatnim z siedmiu zbudowanych okrętem projektu 667BDRM.
W 19 marca 1993 okręt ten zderzył się ze śledzącym go amerykańskim okrętem podwodnym "Grayling" (SSN-646). K-407 jest jedynym do tej pory okrętem balistycznym na świecie, który oddał pełną salwę (szesnastoma) pociskami balistycznymi SLBM (6 sierpnia 1991 w ramach operacji "Behemot-2" - jeszcze przed oficjalnym wejściem do służby we Flocie Północnej). W lipcu 1998 z pokładu zanurzonego K-407 wystrzelono satelitę TubSat-N.
27 lipca 2012 w Siewierodwińsku odbyła się uroczystość przekazania WMF okrętu podwodnego K-407 Nowomoskowsk, który od 2008 przechodził remont średni połączony z modernizacją. Jak poinformowała służba prasowa Zwiezdoczki na okręcie wprowadzono sto modyfikacji, które w znacznym stopniu podnoszą właściwości taktyczno-techniczne jednostki. K-407 został wyciszony, poprawiono możliwości systemu sonarowego. W pracach brała udział ponad setka przedsiębiorstw kooperujących.